# Riboque
Riboque (forro: Ribɔk) és una localitat de São Tomé i Príncipe, una de les divisions de la ciutat de São Tomé i una de les més poblades. Es troba al districte d'Água Grande, al nord de l'illa de São Tomé. La seva població és de 4.232 (2008 est.).

## Evolució de la població
| 2001  | 2008  |
| 3.712 | 4.232 |

## Equips de futbol
- Vitória FC